# Guillermo de Valence

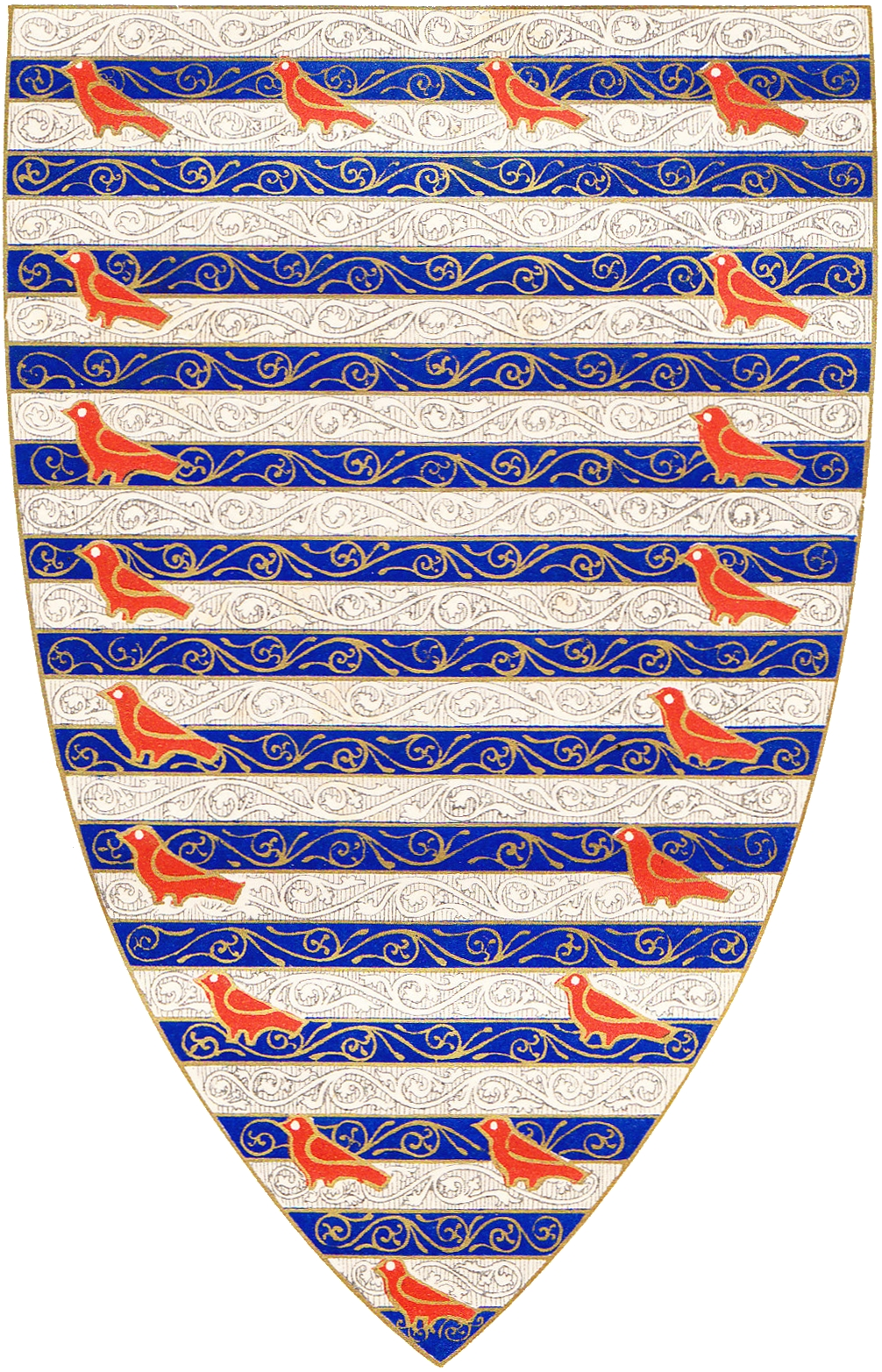
Escudo heráldico de Guillermo de Valence, Conde de Pembroke de su tumba en la Abadía de Westminster. Champlevé Esmalte con Diapering: Barry de argent y azure, una orla de merletas gules

Guillermo de Valence (muerto el 18 de mayo de 1296), nacido Guillaume Lusignan, fue un noble y caballero francés  que jugó un papel relevante en la política inglesa por su relación con Enrique III de Inglaterra. Estuvo fuertemente implicado en la segunda guerra de los Barones, apoyando al Rey y al Príncipe Eduardo contra los rebeldes dirigidos por Simon de Montfort.  Tomó el nombre de Valence por su lugar de nacimiento, Valence, cerca de Lusignan.[1]
Era el cuarto hijo de Isabel de Angulema, viuda de Juan I de Inglaterra, con su segundo marido, Hugo X de Lusignan, Conde de La Marche, y por tanto medio hermano de Enrique III, y tío de Eduardo I. William nació en la abadía de Valence, Couhé-Vérac, Vienne, Poitou-Charentes, cerca de Lusignan, en algún momento a finales de los años 1220 (su hermana mayor Alice nació en 1224).

## Mudanza a Inglaterra

Escudo de Armas de Guillermo de Valence antes de convertirse en Conde de Pembroke, mostrando como brisura un lambel gules de cinco puntas cada una cargados con tres leones rampanest de plata

La conquista francesa de Poitou en 1246 creó grandes dificultades a la familia de William, y tanto él como sus hermanos, Guy de Lusignan y Aymer, aceptaron la invitación de Enrique III  para ir a Inglaterra en 1247. El Rey encontró posiciones importantes para todos ellos; William se casó rápidamente con una gran heredera, Joan de Munchensi o Munchensy (c. 1230 -  después del 20 de septiembre de 1307), el único descendiente vivo de Warin de Munchensi, señor de Swanscombe, y su primera mujer Joan Marshal, una de las cinco hijas de William Marshal, conde de Pembroke e Isabel de Clare, Condesa de Pembroke suo jure. Como eventual co-heredera de las propiedades de Marshal, las propiedades de Joan de Munchensi incluían el castillo y señorío de Pembroke y el condado de Wexford. La custodia de la propiedad de Joan fue confiada a su marido, que aparentemente asumió los señoríos de Pembroke y Wexford entre 1250 y 1260.

## La segunda guerra de los Barones
Este favoritismo con los parientes reales era impopular entre miembros de la nobleza inglesa, un descontento que culminaría en la segunda guerra de los Barones. William no tardó en hacer hacer enemigos en Inglaterra. Desde sus nuevas tierras en Gales del sur, intentó recuperar los derechos palatinos vinculados al Condado de Pembroke, pero sus energías no se limitaron a esto. El Rey le prodigó tierras y honores, y  fue pronto exhaustivamente odiado como uno de los más prominentes rapaces extranjeros. Además, algún problema en Gales provocó un enfrentamiento entre él y Simon de Montfort, que se convertiría en el líder de los rebeldes.  Se negó a cumplir con las provisiones impuestas por el Rey en Oxford en 1258, y se refugió en Wolvesey Castle en Winchester, donde fue sitiado y obligado a rendirse y dejar el país.
Aun así, en 1259 William y de Montfort se reconciliaron formalmente en París, y en 1261 Valence estaba nuevamente en Inglaterra y disfrutando del favor real. Luchó por Enrique en la desastrosa Batalla de Lewes, y huyó nuevamente a Francia tras la derrota, mientras de Montfort gobernaba Inglaterra. Aun así, por 1265 estaba de vuelta, desembarcando en Pembrokeshire, y participando en el Asedio de Gloucester y la victoria final realista en Evesham. Después de la batalla se le restauraron sus propiedades y acompañó al Príncipe Eduardo, luego Eduardo I, a Palestina.

## Muerte y guerras galesas
De su base en Pembrokeshire fue un puntal de las campañas inglesas contra Llywelyn ap Gruffydd y más tarde Dafydd ap Gruffudd; en la guerra de 1282–3 que concluyó con la conquista de Gales, negoció la rendición de uno de los últimos castillos de Dafydd, Castell y Bere, con su castellano, Cynfrig ap Madog. Viajó también varias veces a Francia en negocios públicos y fue uno de los representantes de Eduardo en la famosa demanda sobre la sucesión a la corona de Escocia en 1291 y 1292.
William de Valence murió en Bayona el 13 de junio de 1296; su cuerpo fue enterrado en la Abadía de Westminster.

## Descendientes

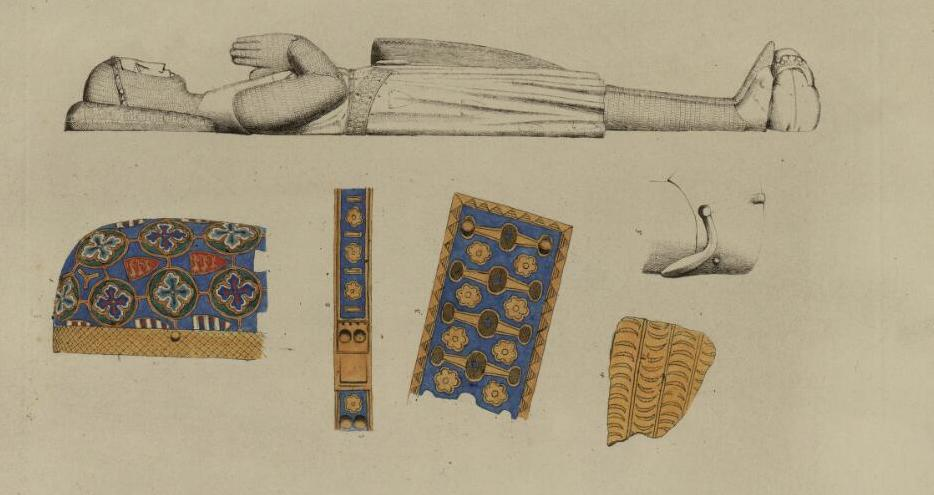
Un estudio de la tumba de William de Valence por Charles Alfred Stothard

William y Joan de Munchensi tuvieron los siguientes hijos:
- Isabel de Valence (muerto el 5 de octubre de 1305), casada antes de 1280 con John Hastings, Barón Hastings (6 de mayo de 1262 - 10 de febrero de 1313).
- Joan de Valence, casada con John Comyn (el "Rojo Comyn"), Señor de Badenoch (muerto 10 de febrero de 1306, asesinado)
- John de Valence (fallecido en enero de 1277)
- William de Valence (muerto 16 de junio de 1282, en la Batalla de Llandeilo Fawr en Gales), creado Seigneur de Montignac y Bellac
- Aymer de Valence, II conde de Pembroke, en 1296 (c. 1270  23 de junio de 1324), casado primero a Beatrice de Clermont y segundo a Marie de Châtillon-sur-Marne (También conocido como María de San Pol). Sin descendencia legítima.
- Margaret de Valencia, muerto joven. Enterrado en Abadía de Westminster.
- Agnes de Valence (nacido c. 1250, fecha de la muerte desconocida), casada con (1) Maurice Fitzgerald, Barón de Offaly, (2) Hugh de Balliol, hijo de John de Balliol, y hermano de John Balliol, Rey de Escocia, y (3) Juan de Avesnes, Señor de Beaumont hijo de Balduino de Avesnes.